# Batería de litio-aire
La batería de litio-aire, para abreviar Li-aire, es batería química de metal-aire que utiliza la oxidación del litio en el ánodo y la reducción de oxígeno en el cátodo para inducir un flujo de corriente. Propuesto originalmente en la década de 1970 como una posible fuente de energía para los vehículos eléctricos, las baterías de Li-aire recaptaron el interés científico en la década de 2000, debido a los avances en la tecnología de materiales y una creciente demanda de fuentes de energía ambientalmente seguras e independientes del petróleo. 
El principal atractivo de la batería Li-air es la altísima densidad de energía, una medida de la cantidad de energía que una batería puede almacenar para una masa dada. Una batería de litio-aire tiene una densidad de energía (por kilo) comparable a la tradicional de la gasolina (por kilo).  Las baterías de Li-aire obtienen esta ventaja en la densidad de energía, ya que utilizan el oxígeno del aire en lugar de almacenar un oxidante internamente. 
El principal problema de las baterías de Li-aire es la poca estabilidad y la vida útil baja, debido principalmente a la oxidación del litio, antes de que éste pueda liberar la energía, sumado al hecho de que a la fecha de noviembre de 2017 todos los experimentos positivos fueron realizados en laboratorios, con condiciones controladas.
Las baterías de metal-aire, específicamente de zinc, han recibido atención debido a la posibilidad de altas densidades de energía.  Las densidades de energía específicas teóricas para baterías de metal-aire son más altas que para los enfoques basados en iones, debido al uso de oxígeno atmosférico como cátodo, la eliminación de una estructura de cátodo tradicional.  Recientemente, las baterías de litio-aire se han propuesto como el siguiente paso en la arquitectura de la batería de litio, debido a la alta densidad de energía específica de litio con respecto al aire (3840 mA·h/g). 
Una fuerza importante en el desarrollo de baterías de litio-aire es la demanda de tecnología avanzada de baterías para el sector de la automoción.  La densidad de energía de la gasolina es de aproximadamente 13 kWh/kg, lo que corresponde a 1,7 kWh/kg de energía proporcionada a las ruedas después de pérdidas.  La densidad de energía teórica de la batería de litio-aire es 12 kWh/kg (43,2 MJ/kg) con exclusión de la masa de oxígeno.  Se ha teorizado que el mismo 1,7 kWh/kg podría llegar a las ruedas mediante Li-aire después de las pérdidas de sobre-potenciales, otros componentes de la celda, los auxiliares del pack de la batería, dado el mucho mayor eficiencia de los motores eléctricos.
Las baterías de litio-aire tienen el potencial de 5–15 veces la densidad de energía de las baterías actuales de litio-ion.
En el 2018 los experimentos demostraron que utilizar un cátodo de molibdeno eleva la vida útil de las baterías al mismo tiempo que la estabiliza.